# Station Nijlen
Station Nijlen is een spoorwegstation (of stopplaats) langs spoorlijn 15 in de gemeente Nijlen. Op station Nijlen stoppen tijdens de week enkel stoptreinen en piekuurtreinen. Tijdens het weekend houdt de IC-trein Antwerpen-Turnhout hier ook halte, omdat er dan geen L-trein rijdt.
In het voorjaar van 2010 werden er nog werken aan het station uitgevoerd. Hierbij werden beide perrons aanzienlijk verhoogd en gemoderniseerd.
Sinds 1 augustus 2015 zijn de loketten van dit station gesloten en is het een stopplaats geworden.
In 2017 werd het stationsgebouw te koop gezet door de NMBS.

## Treindienst
| Serie       | Treinsoort               | Route                                                                      | Bijzonderheden                                         |
| ----------- | ------------------------ | -------------------------------------------------------------------------- | ------------------------------------------------------ |
| IC 30       | Intercity (NMBS)         | Turnhout – Nijlen – Antwerpen-Centraal                                     | Stopt op werkdagen niet tussen Herentals en Lier.      |
| S 33        | S-trein Antwerpen (NMBS) | Antwerpen-Centraal – Nijlen – Herentals – Mol                              | Rijdt alleen op werkdagen.                             |
| P 4150      | Piekuurtrein (NMBS)      | Antwerpen-Centraal – Lier – Nijlen – Herentals                             | Rijdt alleen op werkdagen. Sommige treinen vanaf Lier. |
| P 7205/8205 | Piekuurtrein (NMBS)      | Mol – Nijlen – Mechelen – Brussel-Zuid                                     | Rijdt alleen op werkdagen.                             |
| P 7260/8260 | Piekuurtrein (NMBS)      | Antwerpen-Centraal – Lier – Nijlen – Herentals                             | Rijdt alleen op werkdagen. Sommige treinen vanaf Lier. |
| P 8220      | Piekuurtrein (NMBS)      | [ Hamont – Nijlen – ] / [ Essen – Antwerpen-Centraal – ] Leuven – Heverlee | Een trein op zondagavond.                              |

## Fotogalerij

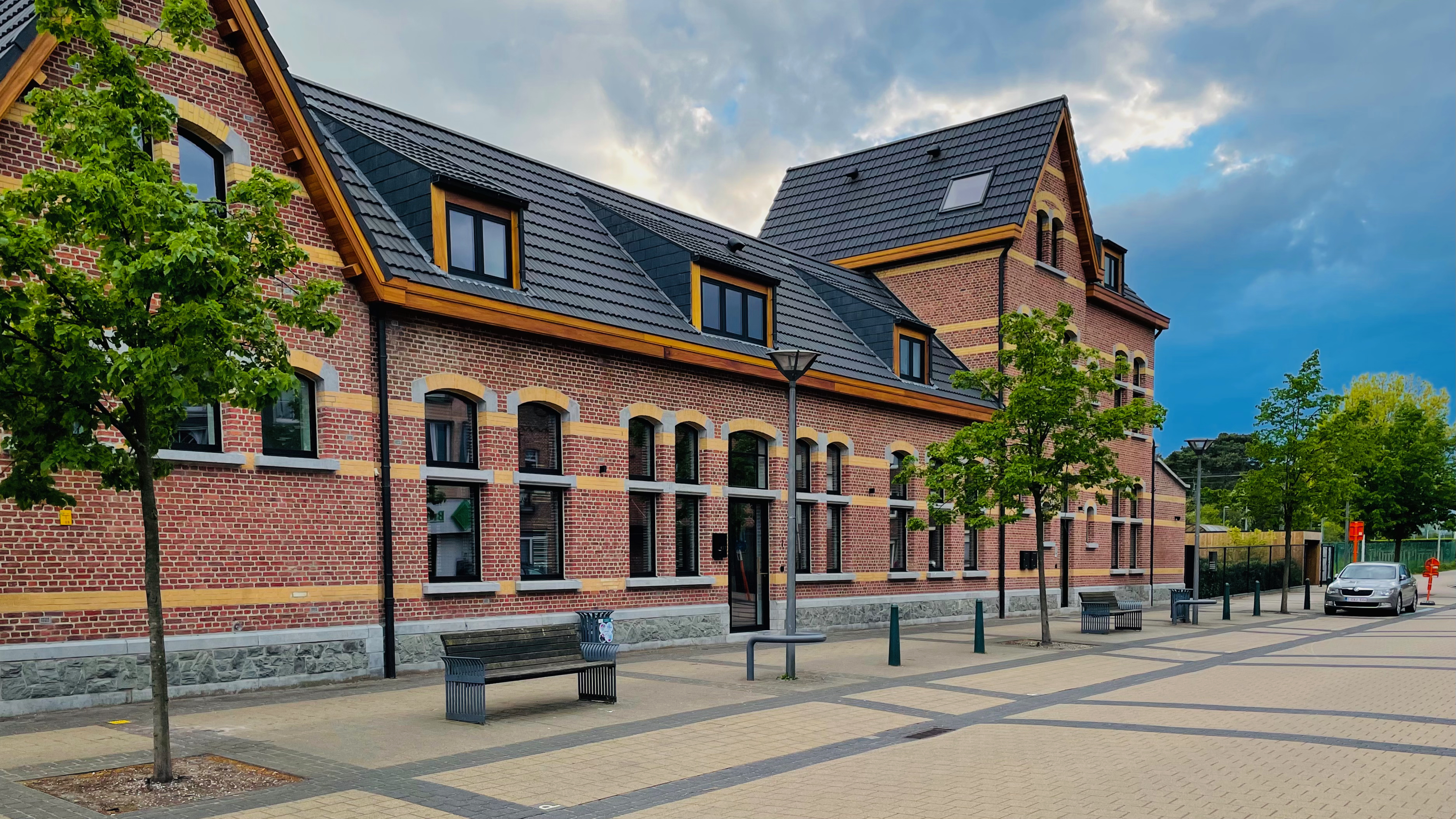
Het stationsgebouw
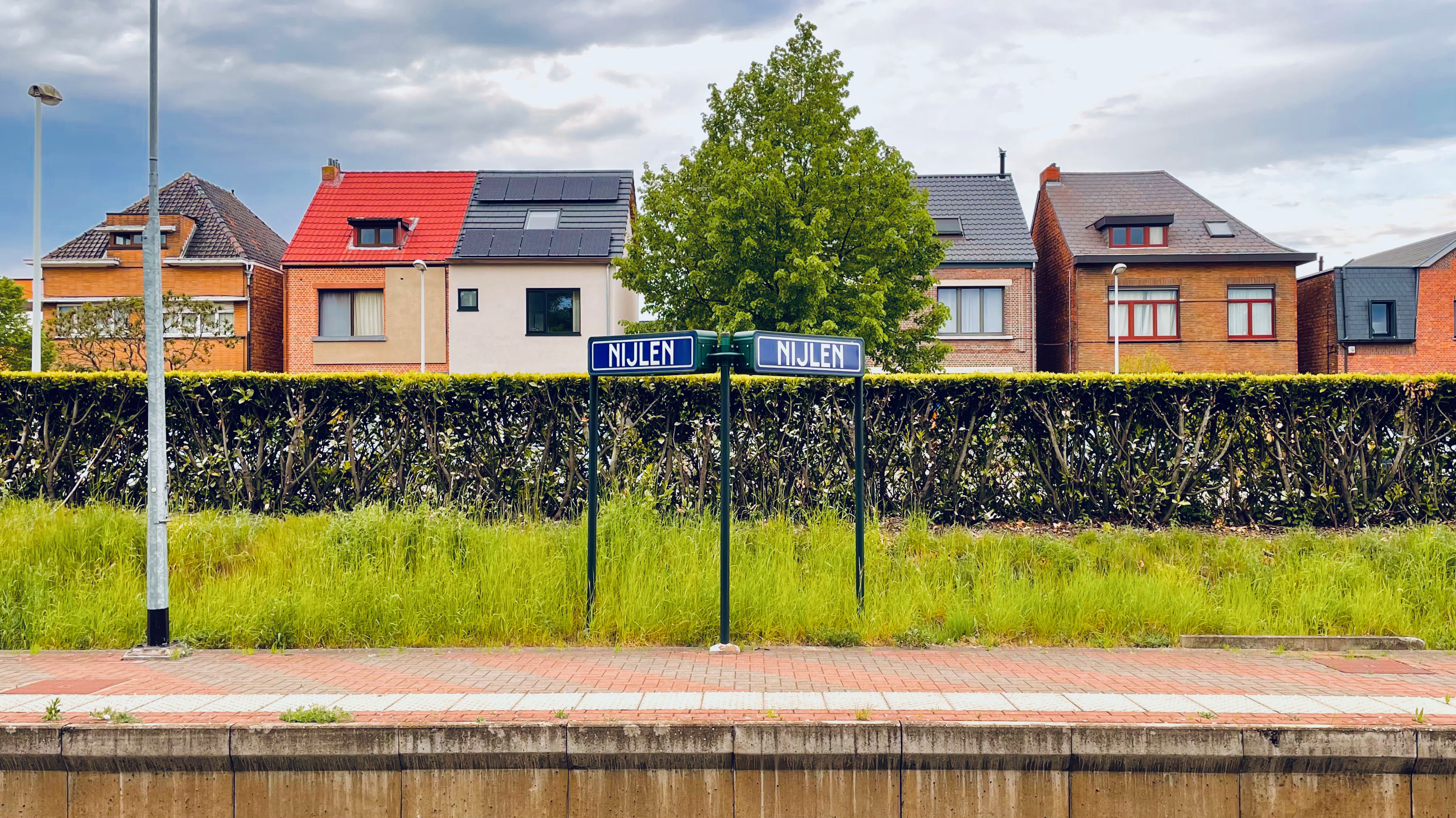
Naamborden op een perron
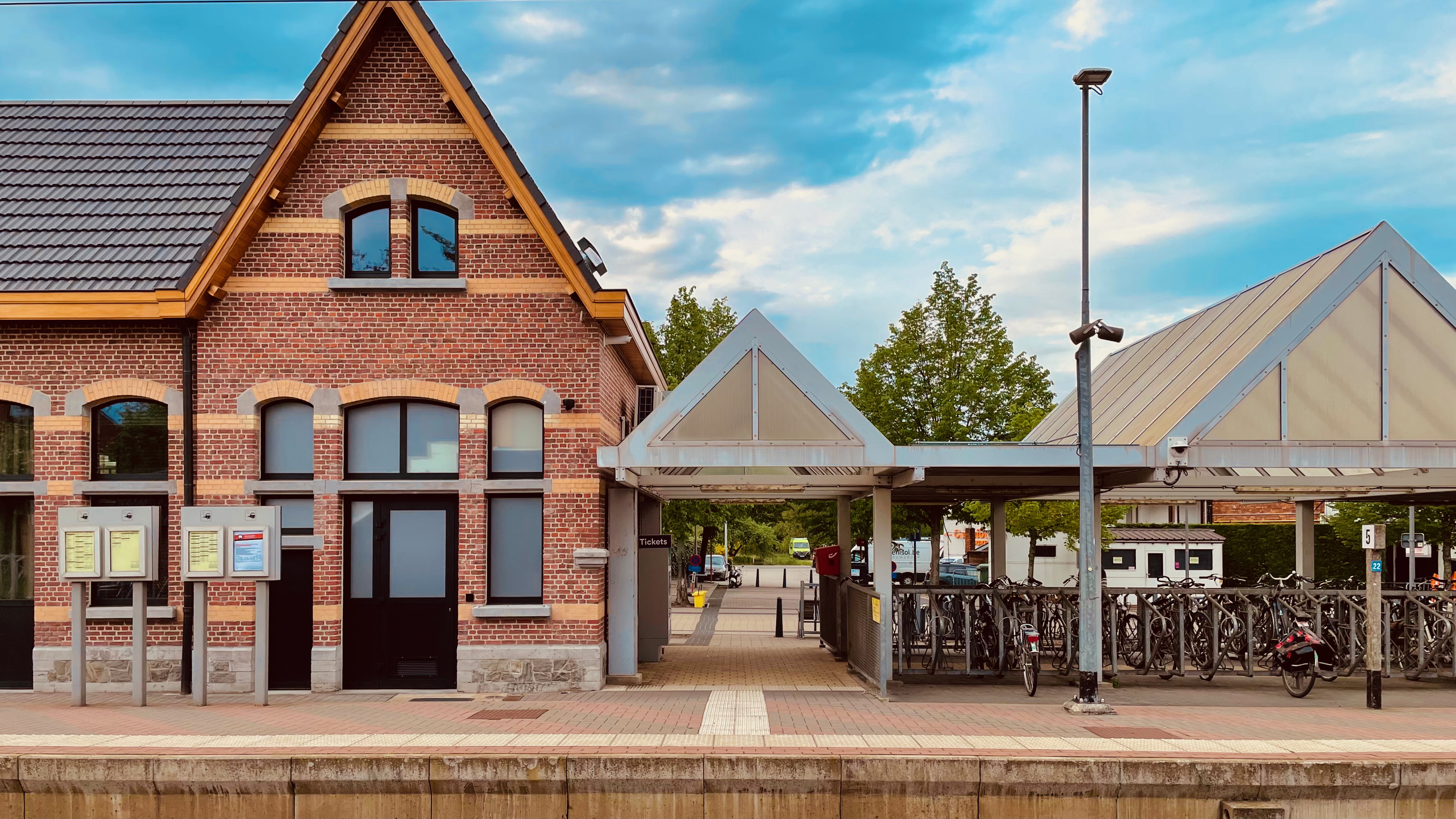
De ingang van het station

## Reizigerstellingen
De grafiek en tabel geven het gemiddeld aantal instappende reizigers weer op een week-, zater- en zondag.
| Tabel: aantal instappende reizigers station Nijlen | Tabel: aantal instappende reizigers station Nijlen | Tabel: aantal instappende reizigers station Nijlen | Tabel: aantal instappende reizigers station Nijlen |
|                                                    | Weekdag                                            | Zaterdag                                           | Zondag                                             |
| -------------------------------------------------- | -------------------------------------------------- | -------------------------------------------------- | -------------------------------------------------- |
| 1977                                               | 541                                                | 25                                                 | 25                                                 |
| 1978                                               | 687                                                | 28                                                 | 24                                                 |
| 1979                                               | 427                                                | 46                                                 | 37                                                 |
| 1980                                               | 506                                                | 45                                                 | 81                                                 |
| 1981                                               | 559                                                | 102                                                | 78                                                 |
| 1982                                               | 545                                                | 115                                                | 64                                                 |
| 1983                                               | 514                                                | 80                                                 | 72                                                 |
| 1984                                               | 543                                                | 108                                                | 118                                                |
| 1985                                               | 578                                                | 128                                                | 67                                                 |
| 1986                                               | 512                                                | 131                                                | 66                                                 |
| 1987                                               | 620                                                | 137                                                | 78                                                 |
| 1988                                               | 581                                                | 155                                                | 129                                                |
| 1989                                               | 523                                                | 111                                                | 94                                                 |
| 1990                                               | 509                                                | 146                                                | 96                                                 |
| 1991                                               | 543                                                | 134                                                | 72                                                 |
| 1992                                               | 505                                                | 165                                                | 129                                                |
| 1993                                               | 534                                                | 228                                                | 114                                                |
| 1994                                               | 551                                                | 146                                                | 114                                                |
| 1995                                               | 524                                                | 122                                                | 143                                                |
| 1996                                               | 556                                                | 121                                                | 86                                                 |
| 1997                                               | 595                                                | -                                                  | -                                                  |
| 1998                                               | 503                                                | 158                                                | 106                                                |
| 1999                                               | 291                                                | 161                                                | 122                                                |
| 2000                                               | 337                                                | 141                                                | 118                                                |
| 2001                                               | 294                                                | 170                                                | 116                                                |
| 2002                                               | 318                                                | 130                                                | 127                                                |
| 2003                                               | 312                                                | 148                                                | 122                                                |
| 2004                                               | 386                                                | 126                                                | 117                                                |
| 2005                                               | 375                                                | 156                                                | 154                                                |
| 2006                                               | 441                                                | 150                                                | 154                                                |
| 2007                                               | 487                                                | 184                                                | 152                                                |
| 2008                                               | -                                                  | -                                                  | -                                                  |
| 2009                                               | 489                                                | 141                                                | 95                                                 |
| 2010                                               | -                                                  | -                                                  | -                                                  |
| 2011                                               | -                                                  | -                                                  | -                                                  |
| 2012                                               | 625                                                | 202                                                | 175                                                |
| 2013                                               | 674                                                | 211                                                | 166                                                |
| 2014                                               | 647                                                | 237                                                | 188                                                |
| 2015                                               | 625                                                | 189                                                | 150                                                |
| 2016                                               | 647                                                | 233                                                | 202                                                |
| 2017                                               | 606                                                | 258                                                | 197                                                |
| 2018                                               | 604                                                | 284                                                | 230                                                |
| 2019                                               | 623                                                | 249                                                | 234                                                |
| 2020                                               | 414                                                | 176                                                | 175                                                |
| 2021                                               | -                                                  | -                                                  | -                                                  |
| 2022                                               | 599                                                | 274                                                | 266                                                |
| 2023                                               | 607                                                | 407                                                | 312                                                |
| 2024                                               | 719                                                | 326                                                | 273                                                |

## Bussen
| Buslijn         | Traject                                                            |
| --------------- | ------------------------------------------------------------------ |
| 84              | Lier - Nijlen - Grobbendonk - Vorselaar                            |
| 85              | Lier - Nijlen - Herenthout - Herentals                             |
| 848 (schoolrit) | Nijlen - Bouwel - Herentals (Vanaf Nijlen kerk 200 meter verderop) |
| 859 (schoolrit) | Lier - Nijlen - Emblem - Broechem - Ranst                          |
| Flexvervoer     | Heist-op-den-Berg - Nijlen - Herenthout                            |

(tabel met alle buslijnen in Nijlen (Nijlen en Bevel))
1,3: Krijgsbaan ·
2,8: Liersebaan ·
3,9: Boechout ·
4,9: Vos ·
6,4: Boshoek ·
9,3: Lier ·
11,1: Lisp ·
12,8: Kessel ·
16,3: Nijlen ·
21,9: Bouwel ·
24,1: Wolfstee ·
26,4: Herentals-Kanaal ·
28,0: Herentals ·
34,0: Olen ·
37,1: Larum ·
40,1: Geel ·
46,5: Millegem ·
49,3: Mol ·
54,0: Balen ·
Ingene-Immer ·
62,8: Leopoldsburg ·
Beverlo ·
68,0: Beringen-Mijn ·
71,2: Beringen ·
74,6: Heusden ·
78,0: Zolder ·
80,2: Houthalen ·
83,3: Kolveren ·
84,9: Zonhoven ·
86,6: Zonhoven-Badplaats